# Aqif Pasha Biçaku
Aqif Pasha Biçaku, född 1861, död 10 februari 1926, var en albansk politiker.
Aqif Pasha Biçaku reste den albanska flaggan i Elbasan den 26 november 1912 på begäran av Ismail Qemali. Han stödde dennes försök att bilda en stabil administration och blev själv inrikesminister en kort tid. Han deltog 1916 i en misslyckad kongress i hemstaden Elbasan för att återställa Albaniens självständighet. Han deltog 1920 även i kongressen i Lushnja som blev lyckad och han blev en av medlemmarna i det nyupprättade Högsta statsrådet. Biçaku var fientlig inställd mot Ahmet Zogu (kung Zog I) och han blev senare av med sin politiska tjänst i Högsta statsrådet (efter en misslyckad statskupp mot honom i december 1921). Biçaku representerade staden Korça i det albanska parlamentet och stödde Fan Noli-regimen. Efter Fan Nolis fall gick han i exil.